# Francisco Soberón Garrido
Francisco Ricardo Soberón Garrido (Lima, Perú 1948–7 de octubre de 2022) fue un sociólogo y activista peruano defensor de los derechos humanos.

## Biografía
Realizó su formación escolar en el Colegio Markham de Lima, institución educativa peruano-británica, y sus estudios superiores en la Pontificia Universidad Católica del Perú donde estudió Sociología entre 1966 y 1972. Siendo estudiante Francisco Soberón participó en las brigadas universitarias que ofrecieron ayuda a las víctimas del terremoto de mayo de 1970 en el Callejón de Huaylas, Ancash.
Al terminar sus estudios se vinculó con el movimiento campesino, trabajando con integrantes de las cooperativas agrarias de los valles de Huaral, Chancay y Aucallama en el departamento de Lima. Asimismo, colaboró activamente en los procesos de organización y recomposición de la (Confederación Campesina del Perú) en 1973. Su compromiso militante con el movimiento campesino continuó en el distrito de Yucay en la provincia de Urubamba en Cusco entre 1978 y 1979. 

### Defensa de los Derechos Humanos
A partir de inicios de la década de 1980, Francisco "Pancho" Soberón se dedicó a la defensa de los derechos de las personas y comunidades que eran víctimas de la violencia desatada por las acciones terroristas del movimiento Sendero Luminoso que fue respondida por la acción contrainsurgente del estado peruano, no libre de violencia contra la población civil. Francisco Soberón brindó su apoyo a la Comisión de Derechos Humanos del Congreso peruano, que reconoció su experiencia de trabajo con las comunidades campesinas. La mayoría de las víctimas de la violencia armada eran campesinos de las zonas andinas y amazónica.
El 12 de septiembre de 1983, Francisco Soberón, Martha Giraldo Alayza, Liliana Panizo Muñiz y Manuel Piqueras Luna, entre otros, fundaron la organización no gubernamental sin fines de lucro Asociación Pro Derechos Humanos (APRODEH) con el objetivo de brindar asistencia jurídica a las víctimas de la violencia en el Perú. Así, Francisco Soberón, poniendo en peligro su vida misma, desarrolló el trabajo pionero en la defensa de los derechos humanos de cientos de personas afectadas por la violencia en las zonas de Ayacucho, Huancavelica, y Lima, entre otras ciudades. 
Posteriormente, en 1985 Francisco Soberón impulsó la creación de la Coordinadora Nacional de Derechos Humanos (CNDDHH) que agrupa a entidades defensoras de los DDHH en todo el país. Francisco Soberón Garrido fue designado secretario general de la Coordinadora Nacional de Derechos Humanos para el período del 2002 al 2005. Cumplió su labor con un inmenso compromiso para evitar la impunidad de los crímenes de lesa humanidad. Cuando las vías nacionales del sistema de justicia no atendían las demandas de justicia, Soberón acudió a las instancias internacionales, como la Corte Interamericana de Derechos Humanos y la Comisión de Derechos Humanos de la Organización de Naciones Unidas. En diversas ocasiones Francisco Soberón visitó Estados Unidos de Norteamérica y países europeos, para dar a conocer las graves violaciones a los derechos humanos y al derecho internacional humanitario, cometidas por las Fuerzas Armadas y Fuerzas Policiales, o por los grupos terroristas, respectivamente.
Desde el inicio de la violencia armada y terrorismo en el Perú, en los años 80 del siglo pasado, Francisco Soberón cumplió un rol decisivo en la denuncia y judicialización de casos emblemáticos de violencia y violaciones a los derechos humanos como el caso Uchuraccay, la masacre de Accomarca, caso El Frontón, la masacre de La Cantuta, la masacre de Barrios Altos, caso Cayara, caso Madre Mía, la masacre del Santa, entre otros, con cientos de víctimas inocentes. Algunos de estos casos determinaron sentencias de penas de cárcel contra el ex dictador Alberto Fujimori, el ex Asesor de Inteligencia Vladimiro Montesinos, así como contra el general del Ejército Julio Salazar Monroe. Francisco Soberón era llamado Pancho por sus amistades y la mayoría de los familiares de las víctimas de la violencia en el Perú, con quienes se identificó profundamente, acompañándolos por más de 40 años en sus luchas por verdad, justicia y reparación.
Entre 1997 y el 2001 fue designado vicepresidente de la Federación Internacional de Derechos Humanos, FIDH, con sede en Paris, Francia. Como defensor de los Derechos Humanos Francisco Soberón se destacó en la lucha en el Perú por la restitución de la democracia y el estado de derecho, enfrentándose a la dictadura de Alberto Fujimori quien fue condenado en el 2009 a 25 años de cárcel por sus delitos de lesa humanidad.

### Campañas globales
Entre otros esfuerzos Francisco Soberón apoyo decisivamente la creación de la Red Científica Peruana (RCP), en 1991, para impulsar la utilización y extensión de los servicios de internet.
• Coalición por la Corte Penal Internacional
• Comisión de la Verdad y Reconciliación, Perú (2001)

## Reconocimientos
En 1997 Francisco Soberón recibió el Premio de Derechos Humanos de la Fundación Danesa para la Paz (FREDSFONDEN) por su trabajo destacado en favor de la promoción y la defensa de los derechos humanos de muchas víctimas de la violencia en el Perú, arriesgando su propia vida.
En mayo de 2008, Francisco Soberón fue distinguido también con el premio del Center for Justice and Accountability (Centro por la Justicia y la Responsabilidad), de San Francisco, Estados Unidos de Norteamérica.
En octubre de 2008 Francisco Soberón recibió también el Premio de Derechos Humanos Letelier-Moffitt otorgado por el Institute for Policy Studies de Washington DC, Estados Unidos.